# Barina (Yauco)
Barinas es un barrio ubicado en el municipio de Yauco en el Estado Libre Asociado de Puerto Rico. En el Censo de 2010 tenía una población de 5930 habitantes y una densidad poblacional de 261,37 personas por km².

## Geografía
Barinas se encuentra ubicado en las coordenadas 17°59′47″N 66°51′8″O / 17.99639, -66.85222. Según la Oficina del Censo de los Estados Unidos, Barinas tiene una superficie total de 22.69 km², de la cual 22.44 km² corresponden a tierra firme y (1.11%) 0.25 km² es agua.

## Demografía
Según el censo de 2010, había 5930 personas residiendo en Barinas. La densidad de población era de 261,37 hab./km². De los 5930 habitantes, Barinas estaba compuesto por el 79.49% blancos, el 6.75% eran afroamericanos, el 0.44% eran amerindios, el 0.08% eran asiáticos, el 9.51% eran de otras razas y el 3.73% pertenecían a dos o más razas. Del total de la población el 99.49% eran hispanos o latinos de cualquier raza.